# Lubień Dolny (przystanek kolejowy)
Lubień Dolny – zlikwidowany przystanek stargardzkiej kolei wąskotorowej w Lubieniu Dolnym, w województwie zachodniopomorskim, w Polsce. Przystanek został zamknięty przed 1959 rokiem.